# Autoportrait au foulard rouge
Autoportrait au foulard rouge (en allemand : Selbstbildnis mit rotem Schal) est un tableau de l'artiste allemand Max Beckmann, réalisé en 1917.

## Description
Autoportrait au foulard rouge est une peinture à l'huile.

## Historique
Max Beckmann peint Autoportrait au foulard rouge en 1917.
L'œuvre est conservée à la Staatsgalerie de Stuttgart, Allemagne.